# مونوليث يوتا
مونوليث يوتا (بالإنجليزية: Utah monolith)‏ هو عمودٌ معدني غير مغناطيسي ظل قائمًا لمدة أربع سنواتٍ في فتحة كانيون [الإنجليزية] من الحجر الرملي الأحمر في شمال مقاطعة سان خوان بولاية يوتا. يبلغ ارتفاعه 3 أمتارٍ (9.5 قدم)، ومصنوعٌ من صفائح معدنية مثبتة معًا على شكل موشور مثلثي. كان قد وُضع بشكلٍ غير قانوني على أرض عامة بين يوليو وأكتوبر 2016. في نوفمبر 2020، اكتشفه علماء الأحياء التابعون للدولة خلال مسحٍ بطائرة هليكوبتر لكبش الجبال الصخرية البرية.
عثر أفراد من الجمهور بعد أيامٍ على المونوليث باستخدام برنامج رسم الخرائط عبر نظام التموضع العالمي (GPS) وشقوا طريقهم إلى الموقع على الرغم من بعده. لا تزال هوية والأهداف من صنع المونوليث غير معروفةٍ، وإن لم يكن ذلك بدون تكهنات. وبعد التغطية الإعلامية المكثفة للمنوليث الذي شغل غموضه البلاد، تمت إزالته سرًا في 27 نوفمبر 2020 من قبل طرف غير معروفٍ من أربعة رجال.
ظهرت أعمدة معدنية مماثلة في رومانيا وقد أُزيلت، وفي كاليفورنيا أيضًا.

## روابط خارجية
- Video (3:23): Mysterious Utah monolith على يوتيوب – إيه بي سي نيوز، 24 نوفمبر 2020